# Briză

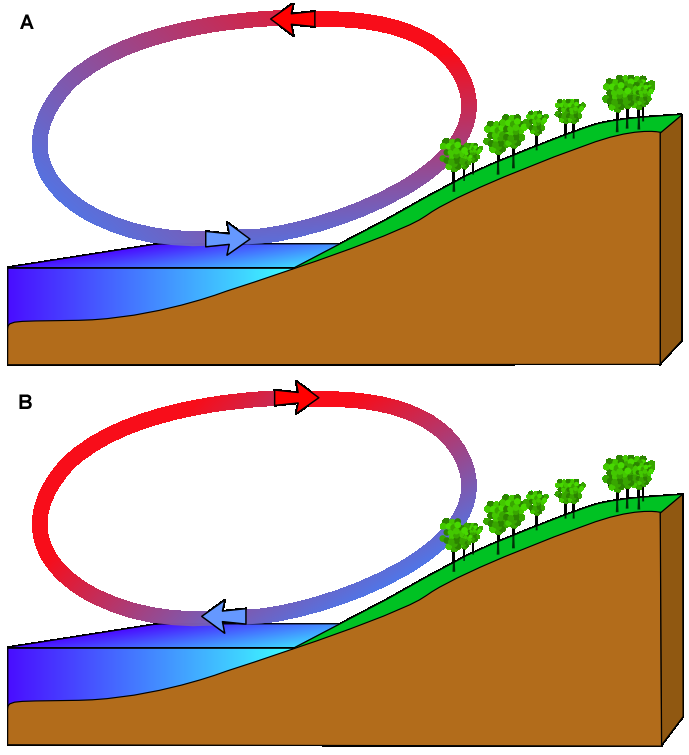
A: briza marină; B: briza de uscat

Briză se numește un vânt cu caracter periodic, care bate pe coastele mării (și ale marilor lacuri) și care ia naștere datorită încălzirii inegale a uscatului și apei.
Briza este cauzată de neomogenitățile suprafeței subiacente, care determină o încălzire diferențiată a straturilor inferioare ale troposferei. Datorită gradientului baric care ia naștere, se stabilește mișcarea aerului în apropierea solului de la zona rece spre cea caldă, iar la înălțime în sens contrar. Brizele sunt evidente mai ales în zona de litoral, a lacurilor și a marilor fluvii.

### Briza marină
Ziua, briza bate dinspre mare spre uscat, începând aproximativ de la ora 10 dimineața (briza marină), iar noaptea, după apusul soarelui, de la uscat spre mare (briza de uscat). În regiunile tropicale, brizele bat cu regularitate în tot timpul anului, iar în zonele temperate numai vara, după stabilizarea timpului foarte călduros. Briza marină are o viteză de 4 - 7 m/s, iar cea de uscat este mult mai slabă.

### Briza de munte
Asemănătoare cu briza marină sunt brizele de munte. În primele ore ale dimineții, soarele încălzește culmile munților și aerul rece urcă pe creste, este briza de vale. Seara temperatura scade mai consistent la înălțime în timp ce pe văi se menține căldura acumulată în timpul zilei. Ca urmare aerul rece și dens se scurge spre văi. Este briza de munte (sau briza de culme).
Relieful muntos imprimă proceselor generatoare de nori unele particularități locale astfel: circulația aerului umed și cald din văi spre culmile muntoase formeaza norii de briză, care apar înșirati deasupra culmilor, ca adevărate salbe de nori albi, strălucitori, indicând timp frumos și stabil. Alteori, când curenții ascendenți de aer sunt mai puternici, norii îmbracă vârfurile izolate, dominante în zonă, ca o căciulă, prevestind timp ploios.
Un fenomen climatic aparte se întâlnește în bazinele închise între munți, unde scurgerea aerului rece pe văi, care are loc seara, nu se mai poate face aici deoarece nu există văi pe care să se canalizeze curentul de aer. Aerul rece se acumulează astfel pe fundul depresiunii închise unde are loc o stratificație termică, temperatura aerului crescând cu înălțimea, fenomen ce are un rol important în distribuția vegetației.